# Maximilian von Spee
Maximilian von Spee (Koppenhága, 1861. június 22. – Falkland-szigetek, 1914. december 8.) német birodalmi gróf, altengernagy. Az első világháború kitörése után hajórajával a Csendes-óceánon cirkálva zavarta a brit gyarmati érdekeltségeket, majd két fiával együtt elesett a falklandi csatában.

## Pályafutása
Maximilian von Spee Koppenhágában született rajnai német eredetű grófi családban. Katonai karrierjét 1878-ban kezdte, amikor kadétként belépett a Német Császári Haditengerészethez. 1885–86-ban a nyugat-afrikai cirkálókülönítményen szolgált, 1887-ben pedig az egyik kameruni (akkor német gyarmat) kikötő parancsnokává nevezték ki, de a következő évben súlyos reumás panaszai miatt hazautazott gyógykezelésre. Miután felgyógyult az SMS Moltkén, majd a kelet-ázsiai vizeken cirkáló SMS Deutschlandon szolgált. 1900-ban az SMS Brandenburg első tisztjeként, korvettkapitányként részt vett a kínai bokszerlázadás leverésében. Visszatért Németországba, ahol 1905-ben az SMS Kaiserin Elisabeth parancsnokságát bízták rá. 1908 és 1910-között már mint ellentengernagy volt az északi-tengeri flotta vezérkari főnöke. 1912-ben megkapta a német kelet-ázsiai érdekeltségeket vigyázó hajóraj parancsnokságát. Csingtao és Rabaul támaszponttal négy hadihajó – Scharnhorst, Gneisenau, Leipzig és Nürnberg – állt rendelkezésére. 1913 novemberében altengernaggyá léptették elő.

## Az első világháborúban

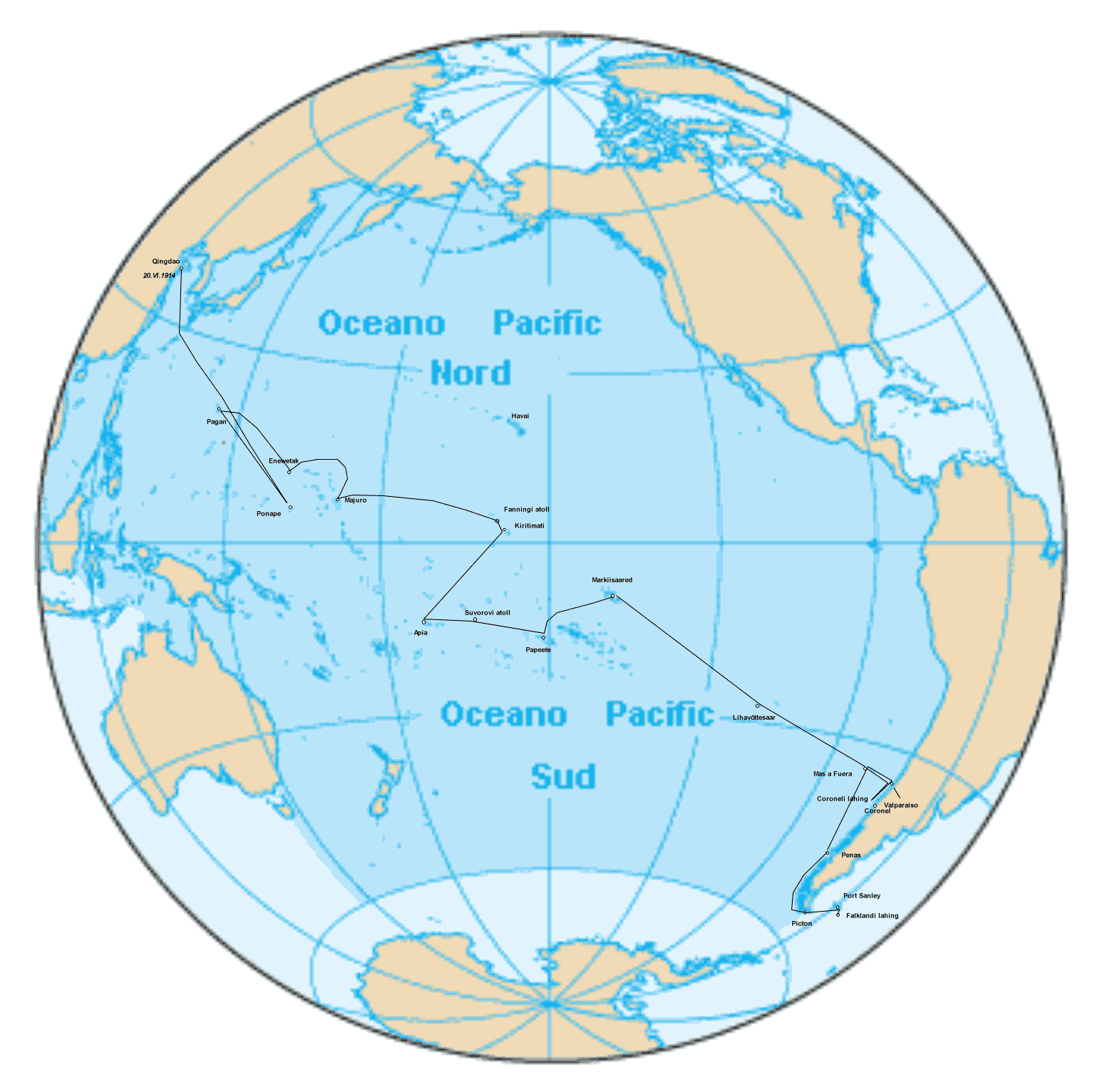
Von Spee útvonala a Csendes-óceánon

A világháború kitörése után a csendes-óceáni német flotta fő feladata a német gyarmatok védelme és a brit kereskedelmi útvonalak zavarása volt. Spee tisztában volt azzal, hogy túlerővel néz szembe, nemcsak az ausztrál flotta (melynek zászlóshajója, a HMAS Australia Spee állítása szerint önmagában felvehette volna a harcot a teljes hajórajával), hanem a Japán Birodalmi Haditengerészet is ellenséges volt. Mindenáron el akarta kerülni, hogy csapdába essen Csingtaóban, ezért, úgy döntött, hogy áthajózik a Csendes-óceánon, megkerüli a Horn-fokot és hazatér Németországba; úgy hogy mindeközben a lehető legnagyobb kárt okozza az ellenségnek.
A német felsővezetés teljes cselekvési szabadságot adott neki, leginkább azért, mert nem látták nagy esélyét a sikeres ellenállásnak. Winston Churchill a brit Admiralitás akkori első lordja így írt róla: „Olyan volt mint a vágott virág a vázában: jó ránézni, de halálra van ítélve”.
A hadiállapot beköszöntekor a hajók szétosztva teljesítettek rutin járőrfeladatokat; az SMS Scharnhorst és az SMS Gneisenau páncélos cirkálók a Karolina-szigeteken, Ponapénál tartózkodott. A hajóraj a Mariana-szigetek északi részénél, a Pagan-szigetnél találkozott és szenet vett fel. Mivel nem volt információja a háború állásáról, Von Spee az SMS Nürnberg könnyűcirkálót elküldte az amerikai Honoluluba, hogy szerezze be a legújabb újságokat és vegye fel a kapcsolatot a német konzullal. A Nürnberg a Karácsony-szigetnél csatlakozott újból a flottához és híreiből Von Spee megtudta, hogy az új-zélandi expedíciós erők megszállták Német-Szamoát. Remélve, hogy horgonyon kaphatja az ellenséges hajókat, Szamoa felé indult, ahová szeptember 14-én érkezett meg. Megtudta, hogy az új-zélandi flotta három nappal korábban eltávozott, és a szigetet 1600 rosszul képzett önkéntes tartja megszállás alatt. Bár lehetősége lett volna visszafoglalni a gyarmatot, Von Spee úgy döntött, hogy ez csak ideiglenes megoldás lehet, és erői megosztásához vezetne. Tahiti felé indult, ahol Papeeténél lőtte a francia hajókat, majd Dél-Amerikát vette célba.
November 1-én Chile partjainál, Coronel város közelében találkozott két angol páncélos cirkálóval, a HMS Good Hope-pal és a HMS Monmouthtal. A túlerőben levő németek könnyű győzelmet arattak: mindkét brit hajót elsüllyesztették és csak három emberük sebesült meg. A csata viszont lőszerkészletük felébe került.
Miután kikötöttek Valparaísóban, a tengernagy találkozott a helyi német közösséggel. Üdvözlésül virágcsokrot adtak át neki, mire megjegyezte, hogy az jó lesz majd a sírjára.

## A falklandi csata

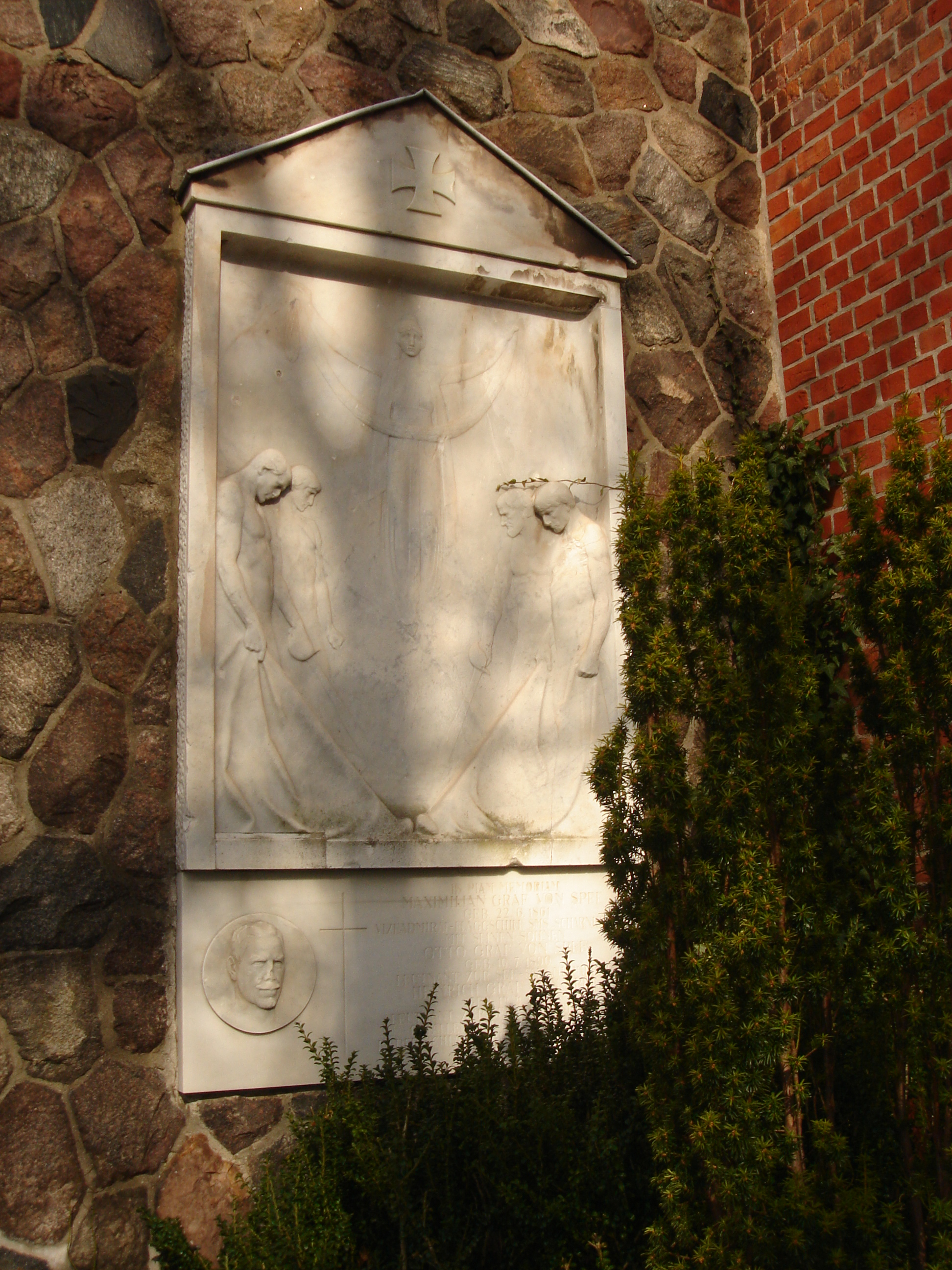
A Von Spee-emléktábla, Kielben

1914. december 8-án Von Spee megpróbálta elpusztítani a Falkland-szigeteki Stanley szénraktárát. Nem tudta, hogy előző hónapban, a coroneli sokk után a brit Admiralitás két modern csatacirkálót, a HMS Inflexible-t és a HMS Invincible-t küldte a brit fennhatóságú szigetek védelmére, ahol már azelőtt is öt cirkáló, a HMS Carnarvon, a HMS Cornwall, a HMS Kent, a HMS Bristol és a HMS Glasgow tartózkodott. Az ezt követő tengeri csatában kettő kivételével valamennyi német hajó elsüllyedt és 2200 tengerész veszett oda, közöttök Von Spee tengernagy és két fia, a Nürnbergen szolgáló Otto és a Gneisenaun szolgáló Heinrich is. Csak az SMS Dresden és a kisegítő Seydlitz tudott elmenekülni a csatából, de utóbbit hamar elfogták, míg a Dresdent a Juan Fernández-szigeteknél érték utol és a legénysége elsüllyesztette.
A háború után William Reginald Hall tengernagy, a haditengerészet hírszerzésének vezetője elmondta, hogy miután a britek feltörték a német titkosítási kódot, hamis táviratot küldtek Maximilian von Speenek, amelyben utasították, hogy semmisítse meg a Falkland-szigeteki távíróállomást, és ezzel csalták csapdába.

## Emlékezete
1917-ben Von Spee-ről neveztek el egy készülő csatacirkálót, de az nem készült el a háború végéig, és végül lebontották.
1934-ben egy zsebcsatahajót neveztek el róla Admiral Graf Spee-nek, amit a második világháborúban Uruguay partjainál, csak néhány száz mérföldre a tengernagy halálának színhelyétől volt kénytelen elsüllyeszteni legénysége, hogy ne kerüljön az angolok kezére.
Az NSZK haditengerészeténél 1959 és 1967 között volt állományban a Graf Spee iskolahajó.

### Németországban róla elnevezett közterületek, intézmények
- Aurich: Speestraße
- Berlin-Tiergarten: 1935-től 1989-ig a mai Hiroshimastraße neve Speestraße volt (a Birodalmi Tengerészeti Hivatalnál)
- Bréma-Hastedt: Speestraße
- Düsseldorf: Speestraße
- Dortmund; 2014-ben a városi levéltárak nevének javasolták.[3]
- Essen (Oldenburg): iskola és utca Bredeney-ben
- Freiburg im Breisgau: Admiral-Spee-Straße a Wiehre városrészben
- Kiel: Graf-Spee-Straße a Blücherplatz városrészben, 1936 óta
- Königsberg: Graf-Spee-Straße Amalienauban
- München-Trudering: Graf-Spee-Platz
- Münster: Speestraße St. Mauritzban
- Oldenburg: Speestraße Donnerschwee-ben
- Regensburg: Speestraße
- Trier: Speestraße
- Westerland: Speestraße az egykori Marinesiedlungban
- Fulda: Graf-Spee-Straße

## Családja
Maximilian von Spee Margareta von der Osten-Sacken (1867–1929) bárónőt vette feleségül. Három gyerekük született, két fiú, Otto (1890-1914) és Heinrich (1893-1914), akik apjukkal együtt estek el és egy lány, Huberta von Spee (1894-1954).

## Fordítás
- Ez a szócikk részben vagy egészben  a   Maximilian von Spee című angol Wikipédia-szócikk ezen változatának fordításán alapul.  Az eredeti cikk szerkesztőit annak laptörténete sorolja fel. Ez a jelzés csupán a megfogalmazás eredetét és a szerzői jogokat jelzi, nem szolgál a cikkben szereplő információk forrásmegjelöléseként.